# John Erik Kaada
John Erik Kaada (ur. 28 lipca 1975 w Stavanger) – norweski artysta i kompozytor ze Stavanger. Ostatnimi czasy zajmuje się produkcją ścieżek dźwiękowych do norweskich filmów.
Oprócz solowych projektów pracuje też z zespołem Cloroform, z którym występował na norweskich festiwalach. Znany jest też ze swojej współpracy z Mikiem Pattonem, z którym wydał płytę Romances w 2004 i Kaada/Patton LIVE DVD w 2007.